# Torebroma gymnops
Torebroma gymnops är en tvåvingeart som beskrevs av Hull 1958. Torebroma gymnops ingår i släktet Torebroma och familjen rovflugor. Inga underarter finns listade i Catalogue of Life.